# Silkanjärvi
Silkanjärvi är en sjö i Finland.   Den ligger i landskapet Egentliga Finland, i den sydvästra delen av landet, 210 km väster om huvudstaden Helsingfors. Silkanjärvi ligger 5,9 meter över havet. Den ligger på ön Kaurissalo.